# Псевдоміфологія

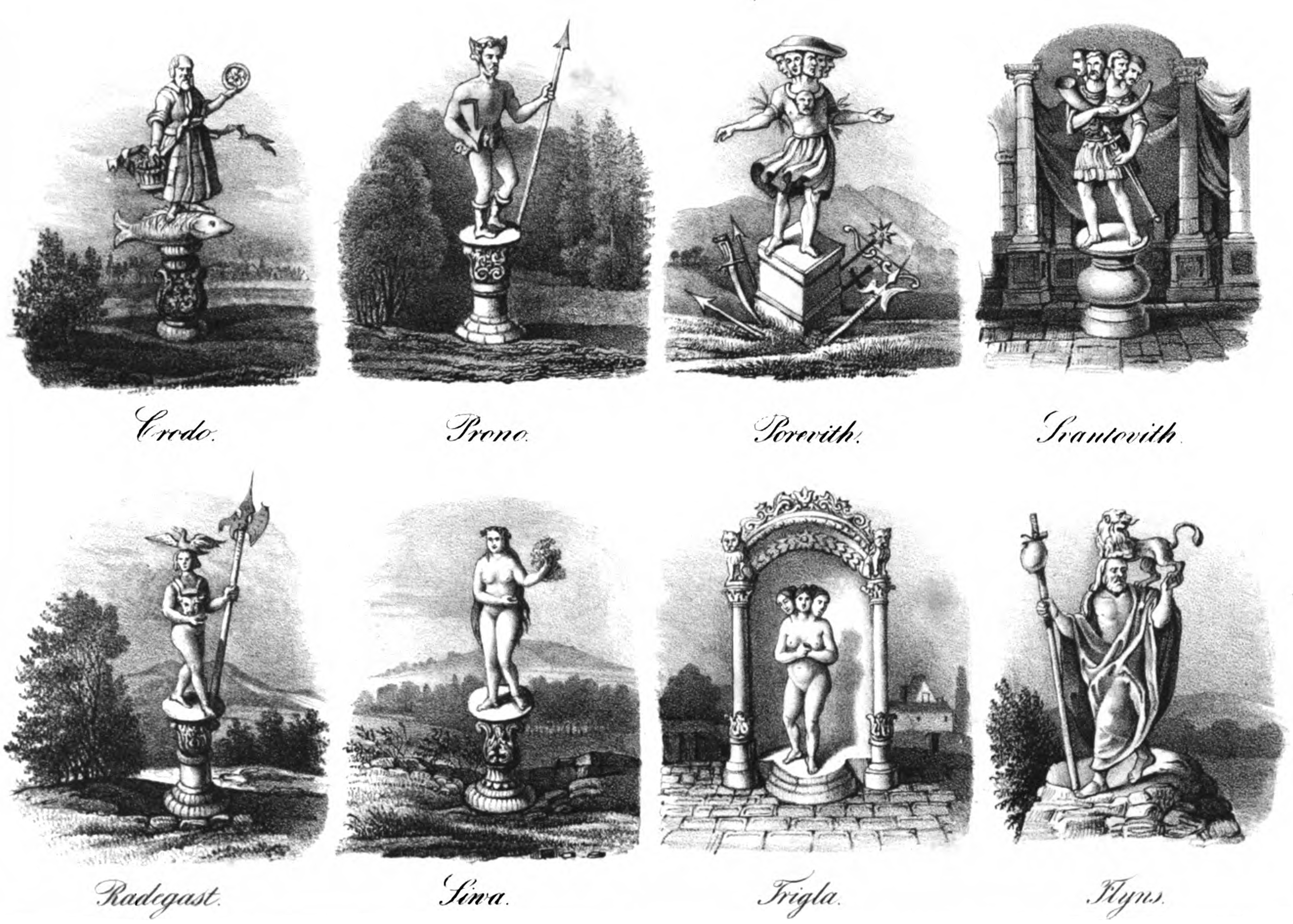
Божества західнослов'янської міфології, 1835

Псевдоміфологія, або кабінетна міфологія — уявлення про міфологію, що не відповідають реальній традиції і сформувалися внаслідок невірної інтерпретації джерел або самостійної творчості дослідників, включно зі спотвореними або штучно створеними образами міфологічних персонажів, божеств. Створювалася в «кабінетах вчених», звідки і походить назва.
Існують різні причини створення псевдобожеств. Поширеними причинами є незнання дослідником мови або неправильне прочитання традиційного джерела, а також помилкові побудови та реконструкції. У самих джерелах, часто ґрунтованих на старіших текстах і традиціях, уже можуть бути наявні помилки транскрипції, що відображають рівень знань і особистий інтерес автора. Значну роль відіграють запозичення божеств з іншої культури, які можуть мотивуватися як прагненням дискредитувати релігію як язичницьку, так і бажанням заповнити наявні прогалини в джерелах або збагатити традицію, щоб предки конкретного народу не сприймалися як «відсталі».
У працях зі слов'янської міфології кабінетна міфологія фігурує з XV століття (Ян Длугош) і набула широкого поширення з XVIII століття (школа Олександра Афанасьєва).

## Поняття
Термін кабінетна міфологія вживається істориками, фольклористами, лінгвістами і етнографами.
Слов'янська традиція не містить міфологічних текстів у власному розумінні слова, подібних до тих, що існували, до прикладу, у межах давньогрецької міфології. Єдина праслов'янська вища міфологія, пантеон богів, не може бути реконструйована: пантеон князя Володимира Святославича відрізнявся від поморського, тоді як пантеон південних слов'ян зовсім не простежується. Відомості про верховних божеств у слов'янській народній традиції не збереглися, тоді як нижча міфологія (уявлення про чортів, водяників, домовиків, русалок, духів рослин і тварин, демонів хвороб тощо) демонструє єдність та більшу стійкість.
Існує тенденція будувати слов'янську кабінетну міфологію за античними зразками. Витоки цієї тенденції лежать в ідеях слов'янофільства та панславізму, згідно з якими слов'янські народи вийшли зі спільності, в яку повинні повернутися. Псевдоміфологія могла визначатися прагненням відтворити слов'янську міфологію, яка лише фрагментарно відображена у збережених джерелах, або «підняти» слов'янську міфологію до рівня класичних міфологій давнини, що спонукало романтично налаштованих дослідників конструювати образи слов'янських богів, імена яких витягали з таких джерел, як фольклорні наративи, пісенні приспіви тощо, або ж вигадуючи їх. На створення псевдоміфології впливали також недосконалість прийомів донаукового і наукового дослідження та велика кількість вторинних і сфальсифікованих джерел.
Основу псевдоміфології становить уявлення про слов'янське язичництво як про пантеон «особистих» богів, які осмислюються або в антропоморфних образах, або в образах ідолів.
Кабінетна міфологія включає, поряд з достовірно встановленими богами слов'янського язичництва, також міфічних персонажів, божественний статус яких сумнівний, а в деяких випадках вони зовсім не були відомі язичникам, наприклад, Білобог, Вазіла, Весна, Гориня, Жиж, Жицень, Зірка, Зюзя, Коляда, Кострома, Купала або Купало, Курант, Лада або Ладо, Літо, Леля, Лель, Масляна, Овсень, Полель, Похвіст, Цеця, Чур, Ярила або Ярило.
Кабінетна міфологія відносить до язичницьких божеств назви сезонів — Літо, Весна — і календарних свят — Купала, Коляда, Масниця, що могли осмислюватися як власні імена в календарних піснях і закріплюватися за такими предметами, як обрядові антропоморфні опудала. Загалом назви опудал і ляльок, такі як Кострома, Морена, теж нерідко розглядаються прихильниками кабінетної міфології як імена язичницьких богів. Імена низки кабінетних персонажів, включно з такими, як Лада або Ладо, Лель, Полель, були утворені внаслідок помилкової інтерпретації напівбеззмістовних приспівів обрядових пісень. Божественний (теоморфний) характер приписують і персонажам казок — Баба-Яга, Гориня, що спостерігається вже у «Слов'янській і російській міфології» Андрія Кайсарова, виданій 1804 року.
Хоча кабінетна міфологія не відповідає реальним віруванням загалом, вона може містити окремі їх елементи. Зокрема, якщо йде мова про пізно християнізовані народи, такі, як полаби, лужичани, серби.

## Історія

### Західні слов'яни
Численні спроби вибудовування слов'янської міфології на основі античної моделі робилися з періоду Яна Длугоша, який написав «Historia Polonica». Хроніка Длугоша третьої чверті XV століття є єдиним джерелом відомостей про давніх польських богів. У ній перелічено кілька теофорних імен, що супроводжуються відповідниками в римській міфології: Yesza — Юпітер, Lyada — Марс, Dzydzilelya — Венера, Nya — Плутон, Dzewana — Діана, Marzyana — Церера, Pogoda — пропорційність, зокрема часова (Temperies), Zywye — Життя (Vita). Алексанедр Брюкнер вказав, що багато чого в списку Длугоша є творінням хроніста і не має коріння в давній слов'янській міфології. Так, імена Lyada і Dzydzilelya сходять до пісенних рефренів, інші імена належать персонажам нижчих міфологічних рівнів, треті створені прагненням знайти відповідність римському божеству.
Міхаель Френцель у 1719 році видав книгу «Dissertationes historicae tres de idolis Slavorum», де описав вірування та ідолів давніх лужицьких слов'ян. Праця Френцеля компілятивна, вона містить твердження, запозичені від хроністів Гельмольда, Тітмара, Саксона та інших, а крім того здогадки самого автора, проте внутрішньо впорядкована. Його ймовірний брат Абрагам Френцель написав трактат «Commentarius philologico-historicus de diis Soraborum aliorumque Slavorum, In quo Slavorum antiquitates, multaque hactenus obʃcura illustrantur, aut minus recte intellecta & ʃcripta corriguntur», де описав серболужицький пантеон, який проте містить багато божеств пруссів (яких у XVIII ст. часто зараховували до слов'ян). Імена при цьому записані в латинізованих формах.

### Східні слов'яни
Велике поширення «кабінетна міфологія» здобула з появою Російської імперії. Прагнучи прирівняти історію Росії до історії античних держав, автори книг вигадували власних божеств або змінювали образ відомих раніше, щоб справити враження, нібито російська культура (цілком ототожнена зі східнослов'янською) в усьому рівна культурам інших імперій, або й перевершує їх.
Однією із перших праць на міфологічну тематику в Східній Європі була «Абевега русских суеверий» (1786) Михайла Чулкова, що призначалася систематизувати відомі на той час народні вірування. В цій праці, оформленій як словник, використовувалися як етнографічні дані (зокрема вірування українців) так і фантастичні відомості з сумнівних джерел.
Для славістів першої половини XIX ст. характерним було описувати релігію предків не менш розвиненою, або й кращою, за інші язичницькі релігії, відомі в той час. Часто не маючи достовірних джерел, вони вигадували з метою звеличення предків божеств, у яких ті ніколи не вірили. Нерідко іменами божеств проголошувалися імен та назви неочевидного змісту, що зустрічалися в приказках, замовляннях, пісенних рефренах.
На початку XIX ст. з'явилися праці російських філологів Григорія Глінки та Андрія Кайсарова на тему міфології східнослов'янських народів. Глінка вважав виправданим доповнити прогалини в джерелах власними фантазуваннями. Кайсаров крім того намагався порівняти давній слов'янський пантеон з давньогрецьким і давньоримським. Головним джерелом інформації про богів давніх слов'ян він вважав сучасні йому народні пісні та казки.
Микола Костомаров у книзі «Славянская мифология» (1846) запропонував власну реконструкцію нехристиянських вірувань, структурно подібну до зороастризму. Він вважав, що східні та західні слов'яни мали в давнину спільний пантеон, у якому борються добрий Радегаст (Свєнтовит) та злий Чорнобог, а домовиків, русалок і подібних істот вважав колишніми богами, зниженими в ранг духів під впливом християнства.
Федір Буслаєв під впливом німецької етнографічної науки і романтичної філософської естетики запропонував, що давня слов'янська релігія розвивалася не тим же шляхом, що антична, а зосередилася на божествах — уособленнях природних стихій (наприклад, Сварог — небо, Дажбог — сонце). Подібно Олександр Афанасьєв у тритомнику «Поэтические воззрения славян на природу» (1865—1869), описуючи давній слов'янський пантеон, вигадував власних богів на основі сучасного йому фольклору та народної міфології. Принципова новизна підходу, запропонованого Буслаєвим та Афанасьєвим, полягала у тому, що фольклор, вірування і обряди XVIII—XIX ст. вони розглядали як продукти постійного розвитку культури, а не вцілілі незмінні релікти. Приблизно з середини XIX ст. дослідники почали звертатися у своїх працях до наявного етнографічного матеріалу з його живими носіями. Микола Никифоровський, що був православним священиком, припускав, що давні слов'яни спершу були схильні до монотеїзму, який з часом перейшов у політеїзм.
За СРСР інтерес до давньої слов'янської міфології поновився завдяки ідеї «первісного комунізму» та антихристиянській пропаганді. Общинний лад слов'янських народів протиставлявся класовому поділу, який уявлявся шкідливим. Великий вплив після Другої світової війни здобула «Велесова книга», написана сумішшю сучасних слов'янських мов, і яка описує численних божеств, які не згадуються більше в жодному джерелі. Книга отримала статус священного писання в середовищі частини слов'янських неоязичників і отримала ідейний розвиток у таких текстах, як «Слов'яно-арійські веди».

## Витвори кабінетної міфології
- Услад — ім'я походить від переказу «Повісті минулих літ» Герберштейна, звідки його взяв Мавро Орбіні (а саме золоті вуса, «усъ златъ» в ідола Перуна). Григорій Глінка описав Услада як слов'янський аналог Діоніса: радісного рум'янощокого бога, який носить вінок із квітів і грає на кобзі[4].
- Зімцерла — ім'я виникло через помилку при перекладі книги Мавро Орбіні. Насправді в тексті йшлося про Симаргла. Михайло Попов приписав ім'я вигаданій ним богині, аналогу Флори, пояснюючи сенс імені як «зима» і «стирати»[4].
- Лель і Полель, Леля та Лель — нібито бог кохання та його сестра (або навпаки). Імена взяті з приспівів народних пісень «лель-полель» і «ой-люлі-лель». Перші згадки містяться у працях польських історіографів XV—XVI століть, у тому числі Яна Длугоша та Матея Стрийковського[4].
- Ярило — персонаж реальних вірувань, який був уособленням весняного сонця, але не вшановувався як бог, на відміну від Яровита[6]. Зображався як лялька, відома також як Масниця, Кострома, Кострубонька[4].
- Радегаст — підробка 1768 року, відома за фальшивим ідолом, знайденим у Мекленбурзі, Німеччини. Ім'я помилково виведене з назви міста Радогоща, наведеному в хроніці Титмара[4].
- Берегиня — в народних віруваннях істота, близька до русалки. Український письменник Сергій Плачинда, укладаючи «Словник давньоукраїнської міфології», підвищив Берегиню в статус богині[7][8].
- Лада — відома ще принаймні з «Хроніки польської» (1519), однак, сучасні дослідники здебільшого заперечують, що це була богиня. Як богиню шлюбу її описав Андрій Фаміцин у 1844 році на основі аналізу народних пісень з приспівом «лада». Фаміцин вважав, що існував також її чоловічий відповідник Лад (Ладо)[9]. Божественний статус Лади в давніх слов'ян відстоював Борис Рибаков[10].